# 飛機維護

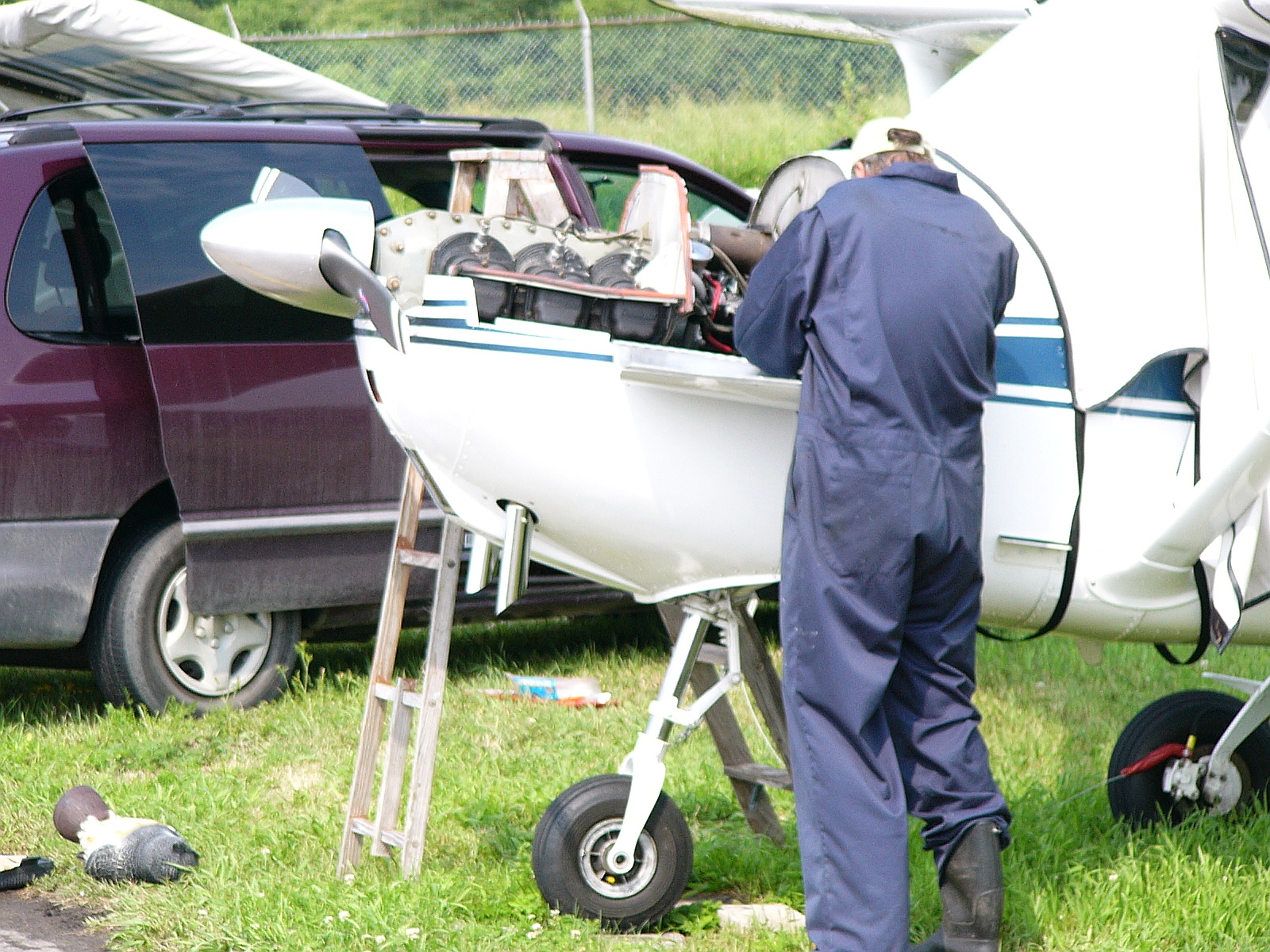
飛機維護

飛機維護是指人們为确保航空器或飞机部件正常運轉而進行的一系列動作，其中就包括大修、检查、更换零件以及改装，而飞机的维护過程也受到严格的监管。维护人员必须持有相关许可證，才能执行飛機维护任务。 